# Zachary Hadji
Pour les articles homonymes, voir Hadji.
Zachary Marvin Hadji, né le 8 octobre 1996 à Saint-Avold, est un footballeur franco-marocain évoluant au poste d'attaquant au FC UNA Strassen.
Issu d'une famille de footballeurs, il est le fils de Mustapha Hadji ex-international marocain et ballon d'or africain en 1998, le frère de Samir Hadji et le neveu de Youssouf Hadji.

## Biographie
Zachary Hadji a joué dans divers championnats notamment en France avec FC Metz, en Espagne auprès du CF Gavà, en Allemagne avec SV Röchling, avant d'atterrir en Luxembourg et plus précisément au Club Sportif Fola Esch (ancien club de son père et son frère) avec lequel il a dépassé le cap des 20 buts en BGL Ligue lors de la saison 2020-2021 et il a également participé en Ligue Europa.
En 2016, Zachary était sur le point de rejoindre le championnat du Maroc à travers le Kawkab de Marrakech, avec lequel il avait eu une période d'essai, mais le transfert n'a finalement pas abouti.
Il est le meilleur buteur du Championnat du Luxembourg de football 2020-2021, qu'il remporte, avec 33 buts marqués ; il est nommé cette saison meilleur joueur du championnat.

## Palmarès

### En club
| CS Fola Esch (1) :                | FC UNA Strassen :                  |
| --------------------------------- | ---------------------------------- |
| - BGL Ligue (1) - Champion : 2021 | - BGL Ligue - Vice-champion : 2025 |

### Distinctions personnelles
- Meilleur buteur de BGL Ligue en 2021 (33 buts)